# Panton Makmur (Arongan Lambalek)
Panton Makmur is een bestuurslaag in het regentschap Aceh Barat van de provincie Atjeh, Indonesië. Panton Makmur telt 228 inwoners (volkstelling 2010).